# 켈트식 성가
켈트식 성가(영어: Celtic chant)는 브리튼, 아일랜드, 브르타뉴에서 행햊딘 켈트식 기독교의 켈트식 전례에서 부른 평성가다. 로마식 전례의 그레고리오 성가와 관련이 있지만 구분된다. 12세기 이후 켈트식 성가는 그레고리오 성가로 대체된다. 켈트식 성가 중 악보로 남은 작품은 하나도 없지만, 그 음악적 스타일의 흔적이 일부 남았으리라 추측된다.